# Altmuehlopterus
Altmuehlopterus is een geslacht van uitgestorven pterosauriërs behorend tot de Pterodactyloidea, dat tijdens het Laat-Jura leefde in het gebied van het huidige Duitsland. De enige benoemde soort is Altmuehlopterus rhamphastinus.

## Vondst en naamgeving
In 1851 benoemde Johann Andreas Wagner op basis van holotype BSP AS.I.745, een compleet skelet met schedel op plaat en tegenplaat uit de Mörnsheimer kalksteen bij Daiting, vermoedelijk een laag van de Malm Zeta 3 daterend uit het onderste Tithonien, een nieuwe soort van het tegenwoordig als niet-valide beschouwde geslacht Ornithocephalus, O. ramphastinus. De soortaanduiding verwees naar de toekan, het geslacht Ramphastos, vanwege de overeenkomende grote snuit. Christian Erich Hermann von Meyer spelde de naam in 1859 per ongeluk fout als rhamphastinus. Alle latere auteurs namen ten onrechte aan dat dit een opzettelijke emendatie was, denkend dat de soortaanduiding afgeleid was van het Grieks rhamphos, 'bek' en steinos, 'nauw'. Stephen Christopher Bennett, die de fout in 2002 ontdekte, oordeelde dat het lange gebruik de vermeende emendatie naar de regels van het ICZN, artikel ICZN 33.3.1, een geldige heeft gemaakt zodat de correcte soortaanduiding nu rhamphastinus is. Daarbij is Ramphastos zelf een foute spelling van Ramphestes Aldrovandus 1599 dat op zijn beurt weer van het Griekse rhamphè, 'bek' is afgeleid zodat de 'h' niet geheel misplaatst is.

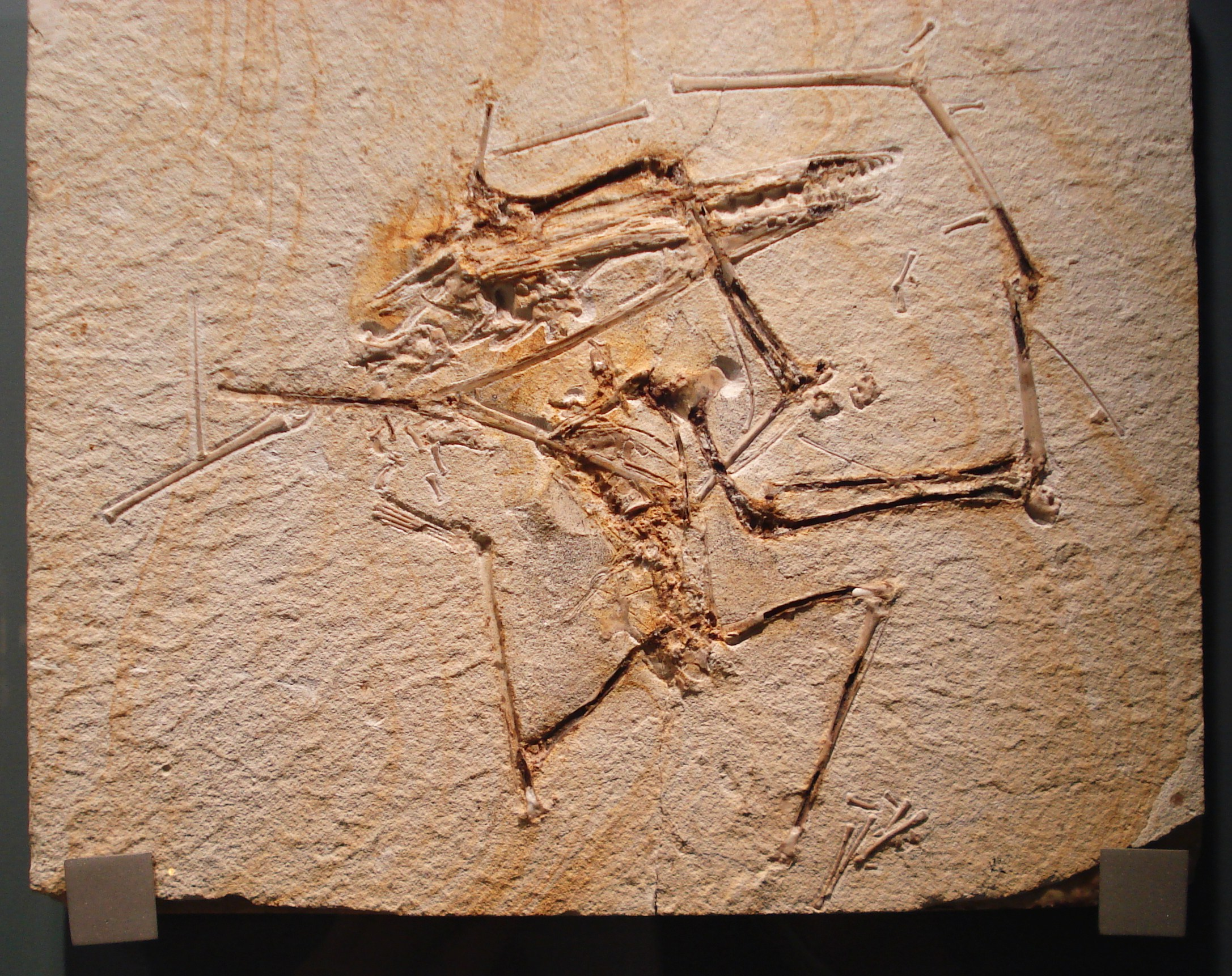
BSP AS.I.745

Harry Govier Seeley verwees in 1871 naar BSP AS.I.745 bij het beschrijven van het geslacht Diopecephalus maar dat specimen was daarbij slechts een van meerdere exemplaren terwijl hij geen holotype aanwees — en de beschrijving zelfs fout was wat betreft de diagnostische kenmerken. Peter Wellnhofer oordeelde hierom dat Diopecephalus geen prioriteit had. De zaak was voor hem van belang omdat hij in 1970 de soort aan Germanodactylus toewees als een Germanodactylus rhamphastinus. In 2006 stelde Bennett dat Diopecephalus door een later aanwijzen door Seeley van een holotype dat aan Pterodactylus kochi toebehoorde een jonger synoniem is van Pterodactylus.
Latere analyses hadden soms tot uitkomst dat Germanodatcylus cristatus geen zustersoort was van G. rhamphastinus, welke laatste, hoewel uit een iets jongere aardlaag, wat dieper in de stamboom lag. Hierom is door Michael Maisch in 2004 het nieuwe geslacht "Daitingopterus" gesuggereerd, maar niet formeel als genus nova aangeduid, zodat het voorlopig een ongeldige nomen vanum bleef.
In 2017 benoemden Steven Vidovic en David Martill het aparte geslacht Altmuehlopterus. De geslachtsnaam is een combinatie van Altmuehl, de rivier die door Solnhofen loopt, met een gelatiniseerd Oudgrieks pteron, 'vleugel'. De typesoort is Ornithocephalus ramphastinus. De combinatio nova is Altmuehlopterus rhamphastinus.
In 2017 werden twee andere specimina aan de soort toegewezen: MCZ 1886, een volwassen niet in verband liggend exemplaar met resten van een niet-verbeende kam op de kop, in 1882 door Alexander Agassiz gesconken aan het Museum of Comparative Zoology; en het individu dat bewaard is gebleven op plaat JME Moe 12 en tegenplaat BSP 1977 XIX 1, een bij Daiting gevonden vrij compleet en groot skelet. MCZ 1886 is ook het plesiotype van Rhamphorhynchus kokeni, hoewel het met die soort niets van doen heeft. Het werd door Bennett in 2002 beschreven.

## Beschrijving

### Grootte en onderscheidende kenmerken
Altmuehlopterus is groter dan Germanodactylus cristatus met een vlucht van 108 centimeter en een schedellengte van 21 centimeter. MCZ 1886 heeft een vleugelspanwijdte van vierentachtig centimeter.
In 2017 werd een unieke combinatie van op zich niet unieke kenmerken gegeven. De opgaande tak van de praemaxilla vormt de basis voor een lage lange snuitkam die doorloopt tot de achterrand van een hoge oogkas. Het bovenprofiel van de snuit is recht, naar voren eindigend in een scherpe snuitpunt. De tandenrij onder de snuitpunt en de fenestra antorbitalis bestaat uit eenvoudige kegelvormige tanden die langer en dunner zijn dan bij Germanodactylus cristatus en Diopecephalus kochi. Iedere bovenkaak bevat zestien tanden die naar achteren eerst in grootte toenemen en dan weer afnemen.

### Skelet
De snuit vormt een scherpe wig. De fenestra nasoantorbitalis vormt een opening die 40% van de schedellengte beslaat. De tanden lopen tot ver onder deze opening door. De uiteinden van de kaken zijn bij Altmuehlopterus, anders dan bij Germanodactylus cristatus, niet tandeloos en er staan zestien paar tanden in de bovenkaken, vijftien paar in de onderkaken. De eerste vijf par tanden zijn kleiner. De tanden hebben een ovale dwarsdoorsnede en zijn overdwars afgeplat. Ze staan min of meer haaks op de kaaklijn.

### Kam
Bij MCZ 1886 loopt de zachte kam naar achteren op tot een hoogte van 7,4 millimeter. De kam is verticaal gegroefd. Volgens Bennett bestond de zachte kam uit dikke verhoornde opperhuid. De kam zou volgens hem pas zijn gaan groeien als het dier de volwassenheid naderde, als pronkorgaan.
Bij het holotype doet zich een verkleuring voor die soms aangezien is voor een kam op het achterste schedeldak. Dit is echter een illusie.

## Fylogenie
Altmuehlopterus werd in 2017 in de Eupterodactyloidea geplaatst, in de meest basale positie. Dit was echter de uitkomst van een geheel nieuwe methodologie waarbij verschillende technieken innovatief werden gecombineerd. Traditionelere methoden zouden andere uitkomsten hebben opgeleverd.